# 計測機器

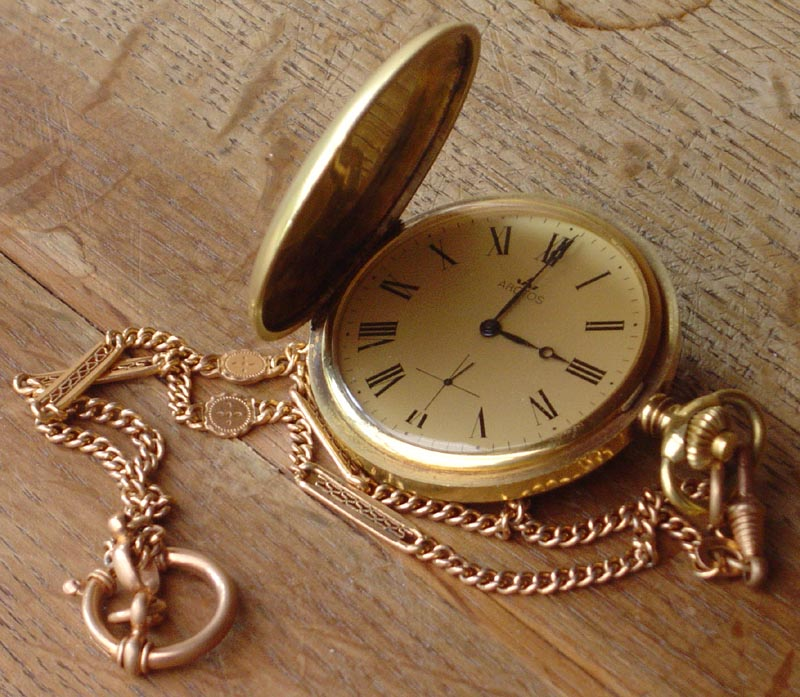
時間を計測する装置である時計

計測機器の一覧（けいそくききのいちらん）は、科学者がそれぞれの物理量に対して用いる計測機器のリストである。物理学・品質保証や工学においては、計測は実世界の物体や事象に対して物理量を得て比較するための活動である。確立された基準が単位として使われ、計測によって調査している項目について参照すべき単位による数値が得られる。計測機器や定義づけられた正式な計測機器の使用方法はによってこの値が得られる。
すべての計測機器は様々な程度の不確かさを持つ。物差しやストップウォッチのような単純な装置から電子顕微鏡・粒子加速器に至るまで機器の範囲は広く、最新の計測器の開発には仮想計測器も広く利用されている。

## 時間
かつて、時間を計測する一般的な装置は日時計であったが、今日では時計や腕時計が広く使われる。極めて高い精度が求められる場面では原子時計が利用されてきており、日本人によって開発された光格子時計はさらに高い精度を実現している。
また、スポーツにおける計測ではストップウォッチも使われる。

## エネルギー
エネルギーを計測する機器にはいくつかあり、以下は一例である。

### 電力量計
電力量計は、電気エネルギーをキロワット時で直接計測できる機器である。

### ガスメーター
ガスメーターは、消費されたガスの量を計測する機器である。ガスの単位体積当たりの燃焼エネルギーをかけることでエネルギーの単位に変換できる。

## 仕事率
力学系において単位時間あたりに変換されたエネルギー量を仕事率または流束と呼ぶ。
電力量計などを参照。

## 作用
作用とは、エネルギーを時間で積分した量であり、角運動量と同じ次元を持つ。
- 光電管は、光の量子化された作用（光電効果）を計測するための電圧量を測定できる。

## 幾何学的計測

### 寸法

#### 長さ

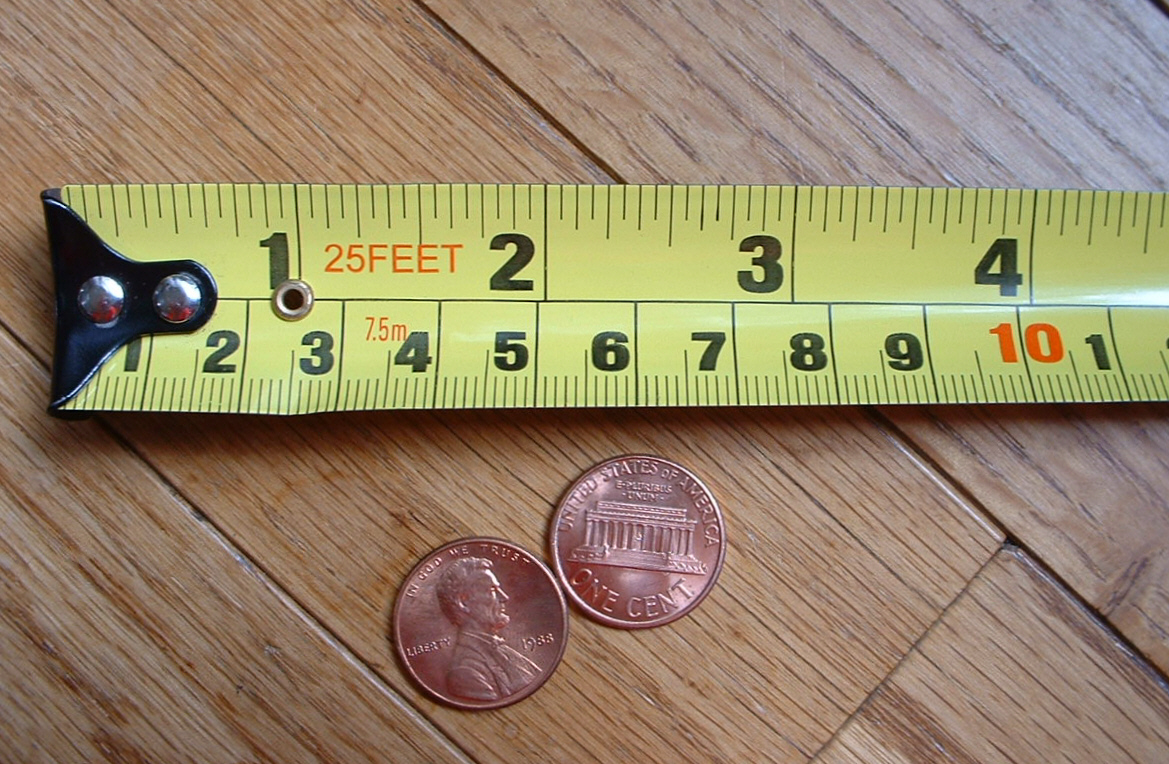
長さの計測機器の一例:メートル法と帝国単位の両方を備えた巻き尺。下は比較用の1セント硬貨

- 物差し
- 巻き尺

長さの比較を参照

#### 面積
- プラニメータ - 面積の比較を参照

#### 体積
- 計量カップ (液体)
- メスシリンダー (液体)
- ピペット (液体)
- 浮力重量計 (固体)
- ユージオメーター（英語版） (気体)
- コリオリ式質量流量計 (液体)

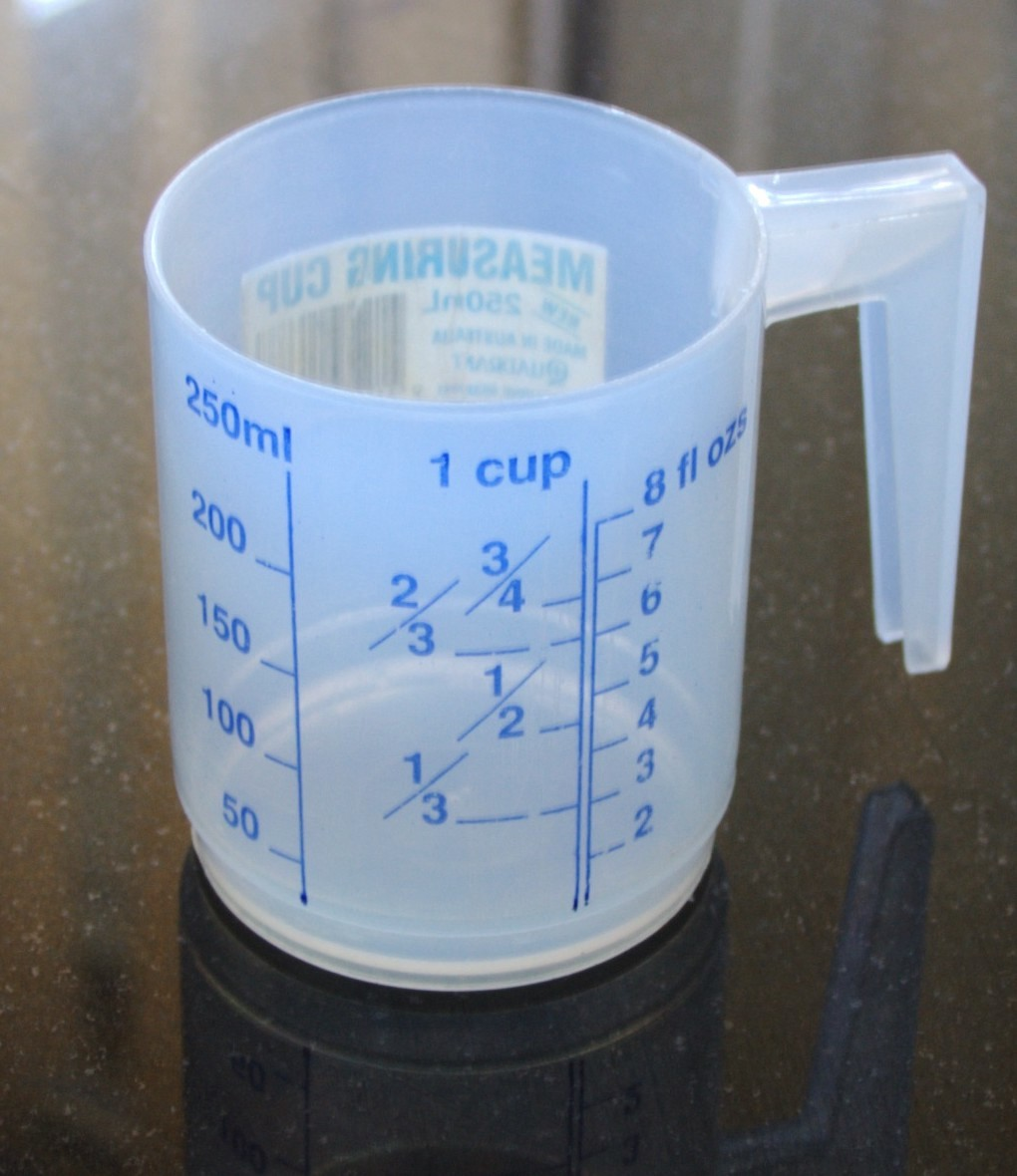
体積を測定する計測器具である計量カップ

固体の密度が分かっていれば、重さを量れば体積が計算できる。
値の比較は体積の比較を参照。

### 角度
- 分度器
- 測角羅盤
- ヤコブの杖
- ゴニオメーター
- グラフォメーター（英語版）
- クリノメーター
- 六分儀
- 象限儀
- 八分儀
- トランシット

### 三次元空間における向き

#### レベル
- 水準器

#### 方角
- ジャイロスコープ

## 力学
ここには古典力学や連続体力学における基本的な量を含むが、温度に関するものは除く。

### 質量・体積流量測定
- ガスメーター
- コリオリ式質量流量計
- メーターポンプ（英語版）
- 水道メーター

### 速さ・速度（長さの次元を持つもの）
- 速度計
- 対気速度計
- LIDAR
- スピードガン（ドップラーレーダーによるドップラー効果を利用して計測するもの）
- タコメーター (回転速度)
- タキメーター
- 昇降計
- 流速

値の比較は速さの比較を参照。

### 加速度
- 加速度計

### 質量

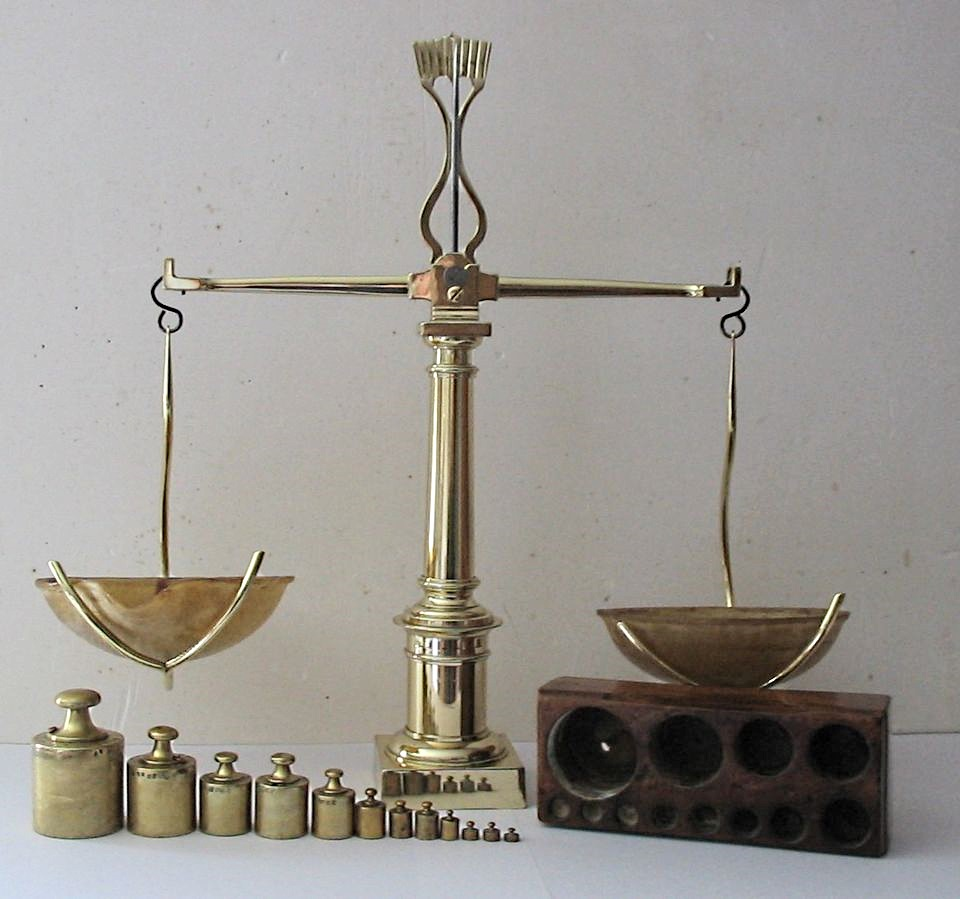
力学場においてつりあう力を利用して質量を計測する天秤

- 秤
- 電子天秤
- 慣性秤（英語版）
- 質量分析法 - 質量電荷比を計測する。

値の比較は質量の比較を参照。

### 線形モーメント
- 弾道振り子（英語版）

### 力（線形モーメントのフラックス）

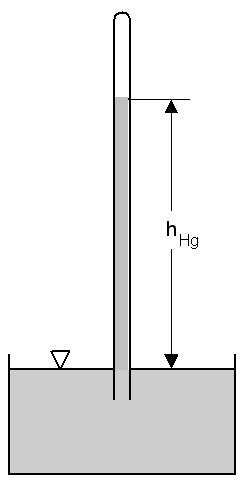
非慣性座標系での絶対圧力の計測;地球の重力場での水銀を用いた気圧計

- 力ゲージ（英語版）
- ばねばかり
- ひずみゲージ
- トーションバー
- トライボメーター（英語版）

### 圧力 (線形モーメントのフラックス密度)
- 風速計 (風速を計測する)
- マノメーター
- 気圧計
- ピトー管 (対気速度を計測する)

値の比較は圧力の比較を参照。

### 角速度・回転数
- ストロボスコープ
- タコメーター

### トルク
- シャシダイナモ
- トルクレンチ
- プロニーブレーキ（英語版）

### 力学的エネルギー
- 弾道振り子（間接的な計測）

## 電気・電子
電荷に関して考慮すべき事項は、電気や電子工学を扱うにあたって不可欠である。電荷が静止していれば、電荷は場を通じて相互作用し、この場を電場と呼ぶ。電荷が動いていれば、特に電気的に中性の媒体を移動しているとき、その場は電磁場と呼ばれる。
電気は電位を与えることができ、電荷という物質的な性質を持つ。初等電気力学において、古典電磁気学の共変定式によって電気エネルギーは電荷に電位をかけて計算する。

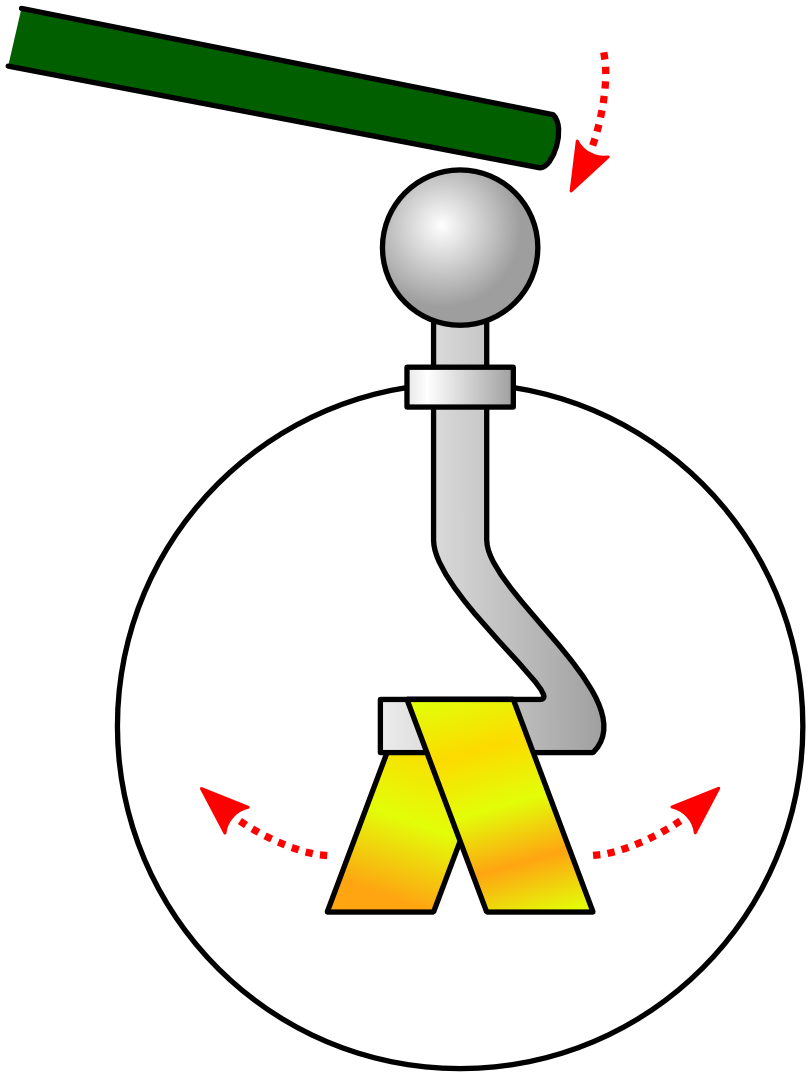
正味の電荷を計測する器具である検電器

### 電荷
- 電位計（英語版）は、摩擦帯電における静電気を確認するために使われる。

### 電流
- 電流計
- 架線電流計
- 検流計

### 電圧(電位差)
- 電圧計
- オシロスコープ - 電圧の時間変化を計測する

### 電気抵抗・電気伝導率
- 絶縁抵抗計
- ホイートストンブリッジ

### 静電容量
- 静電容量計（英語版）

### インダクタンス
- LCRメータ

### 電力
- 電力計

### 電力量
- 電力量計

### 電界(長さ当たりの、電位の負の勾配)
- フィールドミル（英語版）

### 磁場
- 方位磁針
- 磁気センサ
  - ホール素子
- プロトン磁力計
- SQUID

値の比較については磁場の比較を参照。

### 組み合わせ

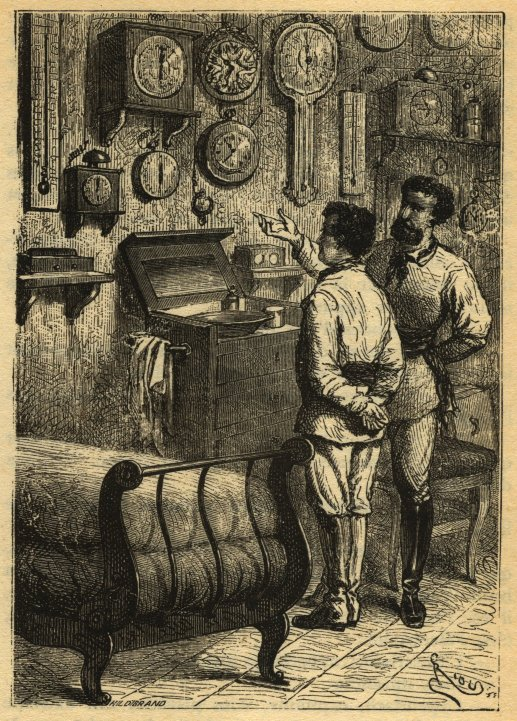
フィクションにおける計測機器の一例;ジュール・ヴェルヌによる1869年～1870年のSF小説「海江田万里」において、温度計・圧力計・時計などについて考えるネモ船長とアロナックス教授

- 回路計は、電流計、電圧計、絶縁抵抗計を最低限備えている。
- LCRメータは、絶縁抵抗計、静電容量計、インダクタンス計測装置を併せ持ち、ブリッジ回路の測定方法からコンポーネントブリッジとも呼ばれる。

## 熱力学
温度に関連する事項が熱力学を支配しており、温度に直結する熱ポテンシャルと、物質的な量であるエントロピーの2つに分けられる。
熱力学におけるエネルギーは、熱ポテンシャルとポテンシャル中に見つかるエントロピーをかけて計算できる。エントロピーは生成することはできても、消滅することはない。

### 物質量 (モル)
化学において導入された物質量で、通常は間接的に導出される。試料の質量と組成している物質の種類が分かれば、周期表から得た原子量や分子量もしくは質量分析で直接測定した質量数と、モル質量を用いて物質量が導出できる。
- 気体捕集管（英語版） - 気体のモル数を測定できる。

### 温度
- 分光法 - 黒体放射などを用いる
- ガリレオ温度計
- ガス温度計 - 理想気体の状態方程式から求められる気体の体積・温度・圧力との関係から温度を求める。
  - 定圧ガス温度計
  - 定積ガス温度計
- 液晶温度計（英語版）
- 液体温度計 - 熱膨張率と液体の体積との関係から温度を求める。
  - アルコール温度計
  - 水銀温度計
- 日射計 - 太陽放射のフラックス密度と太陽の表面温度との関係からシュテファン＝ボルツマンの法則を用いて温度を求める。
- パイロメーター - プランクの法則で記述される、温度とスペクトル強度の関係から温度を求める。これは物体の温度とその物体が放つ光の色の関係に相当する。一般には-50 °Cから+4000 °Cの範囲で有効である。物体と接触することなく（熱伝導や対流でなく熱放射で）計測でき、サーモグラフィーのように空間分解能をもって計測できる。
- 測温抵抗体 - 金属（白金）の温度と電気抵抗の関係を利用する。10～1000Kの範囲で物理学や産業で用いられる。
- 固体温度計 - 固体の長さと温度の関係を用いる。
  - バイメタルストリップ（英語版）
- サーミスタ - セラミックやポリマーの電気抵抗と温度の関係を利用する。 0.01Kから2000Kの範囲で用いられる。
- 熱電対 - ゼーベック効果による、金属の接合部の電圧と温度の関係を用いる。 −200 °Cから+1350 °Cの範囲で用いられる。
- サーモパイル - 複数の熱電対を接続したもの。
- 温度計
- 三重点セル - 温度計の較正に用いられる。

#### 撮像技術
- サーモグラフィー - マイクロボロメータで熱を検出する。

値の範囲については温度の比較を参照。

### エントロピーや熱エネルギーとして運ばれるエネルギー量

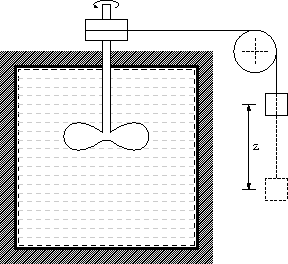
温度測定装置のない熱量計

化学反応で生じたエントロピーによって運ばれたエネルギーを計測するとき、カロリメータは受動的に機能していると表現される。逆に、試料を加熱しながら計測することで試料を満たすエントロピー量を計測する場合は、能動的なカロリメータと表現される。
- 光量計（英語版） - 放射による加熱力を計測する。
- ボンベ熱量計 - 定積熱量計とも。
- 定圧熱量計 - エンタルピーメーター、コーヒーカップカロリメータなどと呼ばれる。
- 等温滴定カロリメトリー - 計測対象の相変化を観測して計測する。
- 示差走査熱量測定
- 反応熱量計（英語版）

### エントロピー
エントロピーはエネルギーと温度の計測から間接的に得られる。 

#### エントロピー輸送
相転移熱量計のエネルギー値を絶対温度で割ると、交換されたエントロピー量が求められる。相転移ではエントロピーが変化しないことがこの計測方法に生かされており、エントロピーを生成せずに、設定された温度でのエネルギーを計測することで間接的なエントロピー値が得られる。
- 等温熱量計、相転移熱量計
- 熱流センサ - 熱電対を接続したサーモパイルを用いて、エントロピーのフラックスを計測する。

#### エントロピー量
試料を液体ヘリウムに沈めるなどして絶対零度付近にまで冷却することで、熱力学第三法則により試料のエントロピー量は0とみなすことができる。そのあと2つの能動的カロリメータを用いて目的の温度になるまでエントロピーを満たしていく。

#### エントロピー生成
熱を持たないキャリアから、キャリアとして熱を伝達する行為はエントロピーを生成する。ベンジャミン・トンプソンによる摩擦の研究がこれを示している。生成されたエントロピーと熱のどちらかが計測されるか、熱を持たないキャリアに移動したエネルギーが計測される。エネルギーを失うことなく温度を下げることも、エントロピーを生成する。

### エネルギーの温度係数または熱容量
特定の試料に対して、熱によって運ばれるエネルギーや温度変化を示す定数。試料が気体なら、この係数は一定の圧力や気圧で測定されることに大きく依存する。熱分析も参照。

### エネルギーの比温度係数または比熱容量
物質の体積、質量、物質量などで割ったエネルギーの温度係数。通常、複数の測定値から計算されるか、単位量を計測することで直接得られる。値の範囲は比熱容量の比較参照。

### 熱膨張率
- 膨張計（英語版）
- ひずみゲージ

### 融点
- 示差走査熱量測定 - 融点と融解エンタルピーが計測できる。
- コフラーベンチ（英語版）
- ティーレ管（英語版）

### 沸点
- エブリオスコープ（英語版） - 沸点の計測のほか、溶媒の分子量計測のために沸点上昇の効果を計測する機能もある。

## 連続体力学の詳細

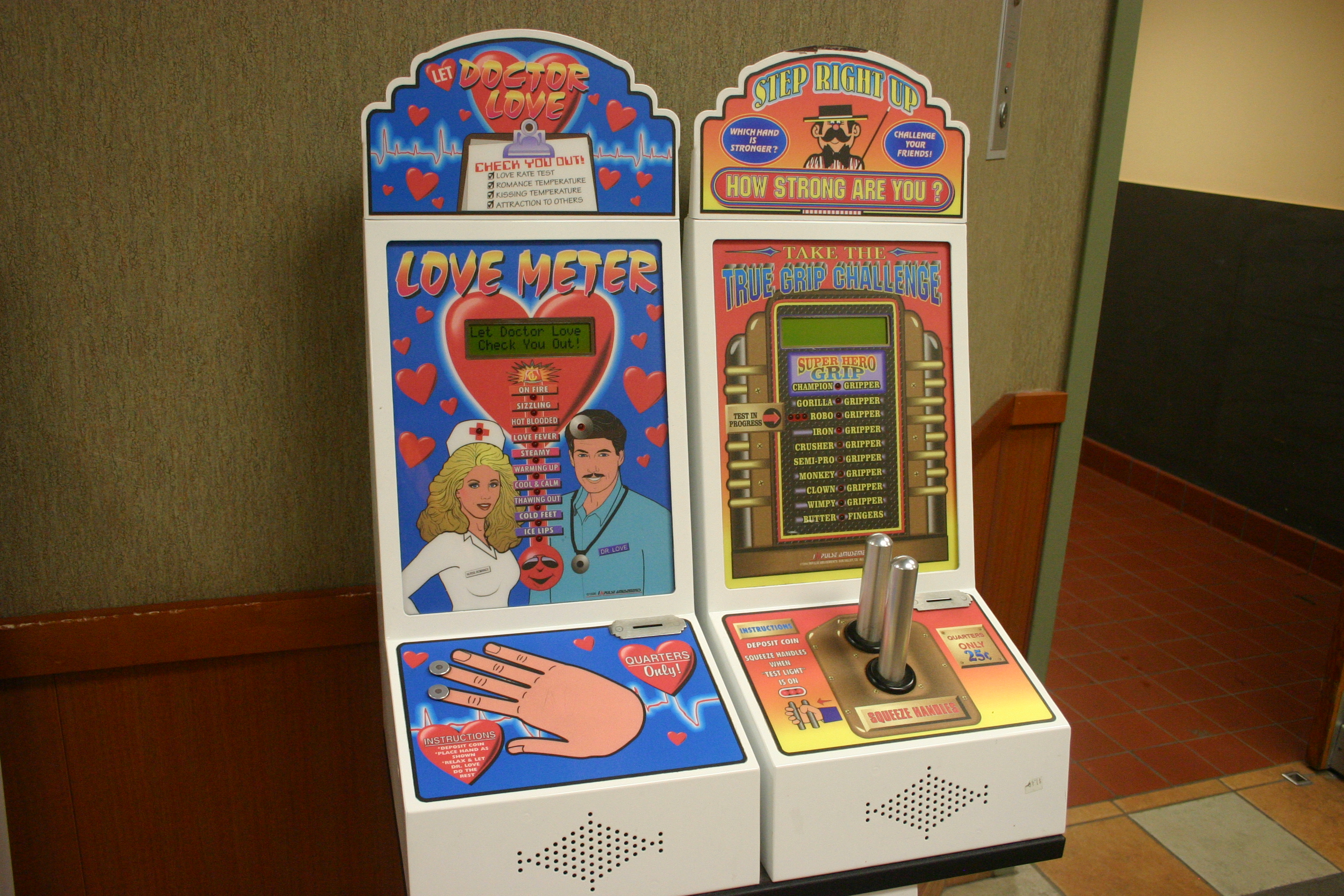
娯楽用の計測機器の一例;アメリカマサチューセッツ州フレイミングハムの店内にある愛情計測器と筋力計測器

これには、物質の巨視的特性を計測する装置が含まれる。たとえば物性物理学の固体物理学分野や、液体の粘弾性、さらには液体・気体・プラズマ、超臨界流体などの流体力学も含まれる。

### 密度
これは、粒状・多孔質の物体に対する仮比重ではなく、結晶のような固体の数密度にあたる。
- エアロメーター（英語版） - 気体
- デシメーター（英語版） - 気体
- 気体捕集管 - 気体
- 浮秤 - 液体
- ピクノメーター - 液体
- 共振周波数・減衰アナライザー(RFDA)

### 固体の硬度
- デュロメーター（英語版）

### 固体の表面形状
- ホログラフィック干渉（英語版）
- レーザーによるスペックル・パターン
- RFDA
- トライボメーター（英語版）

### 凝縮物の変形
- ひずみゲージ

#### 固体の弾性、弾性率
- インパルス励起技術（英語版）を用いたRFDA - 小さな機械的パルスが試料を振動させ、この振動は物体の弾性特性や内部構造（格子・亀裂）に依存する。

#### 固体の塑性

プラストメーターの測定結果。aが脆性、bが破断点のある延性、cが破断点のない延性

- カムプラストメーター（英語版）
- プラストメーター

#### 個体の強度・展延性
- 万能試験機（英語版）

### 懸濁液の粒度
- グラインドメーター（英語版）

### 流体の粘度
- レオメーター（英語版）
- 粘度計（英語版）

### 光学活性
- 旋光計

### 液体の表面張力
- テンシオメーター (表面張力)（英語版）

### 撮像技術
- Tトモグラフィー - 非破壊検査により、物体内部の幾何学的な2次元・3次元イメージから内部構造を得る。
- 風洞

## 気体や物性物理学における電気的性質

物質の電位を計測する電気化学セル

### 誘電率・比誘電率・電気感受率
- コンデンサ

このような計測によって分子双極子の測定もできる。

### 磁化率・磁化
- グーイの磁気天秤

### 物質ポテンシャル・化学ポテンシャル・ギブズエネルギー
物質の状態変化、化学反応や原子核反応による反応物から生成物の変化、膜を通じた拡散といった相変化では全体でのエネルギーバランスが成り立つ。特に定圧・等温下ではモルエネルギーバランスは物質ポテンシャル・化学ポテンシャル・ギブズエネルギーを定義し、閉鎖系でそのプロセスが可能かの情報を提供する。
エントロピーを含むエネルギーバランスは、物質のエントロピー変化を説明するバランスと、反応自体によって解放・取得されるエネルギー・ギブスエネルギー変化を説明するためのバランスの2つに分けられる。
反応エネルギーとエントロピー変化に関するエネルギーの合計をエンタルピーと呼ぶ。多くの場合、エンタルピー全体がエントロピーで運ばれるため、カロリメーターで測定できる。
化学反応における標準状態では、モルエネルギーと選択したゼロ点でのモルギブズエネルギーのいずれかが現れる。または、選択したゼロ点でのモルエネルギーかモルエンタルピーのいずれかが表れる。生成熱と標準モルエントロピーも参照。
酸化還元反応による物質電位は二次電池セルを用いて電気化学的に決定される。
- 作用電極

他の値は、相図の分析や熱力学に間接的に計測できる。

## 気体や物性物理学における微細構造
分光法も参照。
- 赤外分光法
- 中性子イメージング
- 核磁気共鳴や電子スピン共鳴のための高周波分析
- ラマン分光法

### 結晶構造
- X線管 - 試料がX線を散乱しそれを写真乾板や検出器で検出する。この原理は試料の結晶構造を決定するためのX線結晶構造解析装置に使われている。アモルファス固体は結晶のパターンが出ないため、それによってアモルファスであることが決定される。

### 顕微鏡撮像技術
- 光学顕微鏡 - 光の屈折・反射を利用して像を生む。
- 電子顕微鏡
  - 走査型電子顕微鏡
  - 透過型電子顕微鏡
- 走査型音響顕微鏡（英語版）
- 走査型プローブ顕微鏡
  - 原子間力顕微鏡 (AFM)
  - 走査型トンネル顕微鏡 (STM)
- 焦点振動（英語版）
- X線顕微鏡

## 光線(波と粒子)

### 音、物体中の圧力波
一般的にマイクロフォンは、音響ミラーによる反射と集音で感度が上昇する。
- レーザーマイクロフォン
- 地震計

#### 音圧
- マイクロフォン
- ハイドロフォン
- 衝撃波管
- 騒音計

### 不変質量をもたない光、非電離放射線
- アンテナ

太陽光を分光するプリズム

電磁スペクトル

- ボロメータ - 入射する電磁波のエネルギーを計測する。
- カメラ
- EMFメーター（英語版）
- 干渉計
- マイクロ波パワーメーター（英語版）
- 光学パワーメーター（英語版）
- 写真乾板
- 光電子増倍管
- 光電管
- 電波望遠鏡
- 分光器
- テラヘルツ時間領域分光

#### 偏光
- 偏光板

#### 放射圧
- ニコルス放射計（英語版）

#### 放射束

ブラウン管

放射される光の総量を計測する。
- 積分球

### 静止質量を伴う粒子放射線、放射線

#### 陰極線
- クルックス管
- ブラウン管 - 蛍光体でコーティングされた陽極を持つ。

#### 原子分極と電子分極

電磁スペクトルの分類

- シュテルン＝ゲルラッハの実験

### 電離放射線
電離放射線には粒子の放射線と波の放射線がある。X線やガンマ線は原子から電子を単一の非熱的プロセスで電離させるエネルギーを持つ。

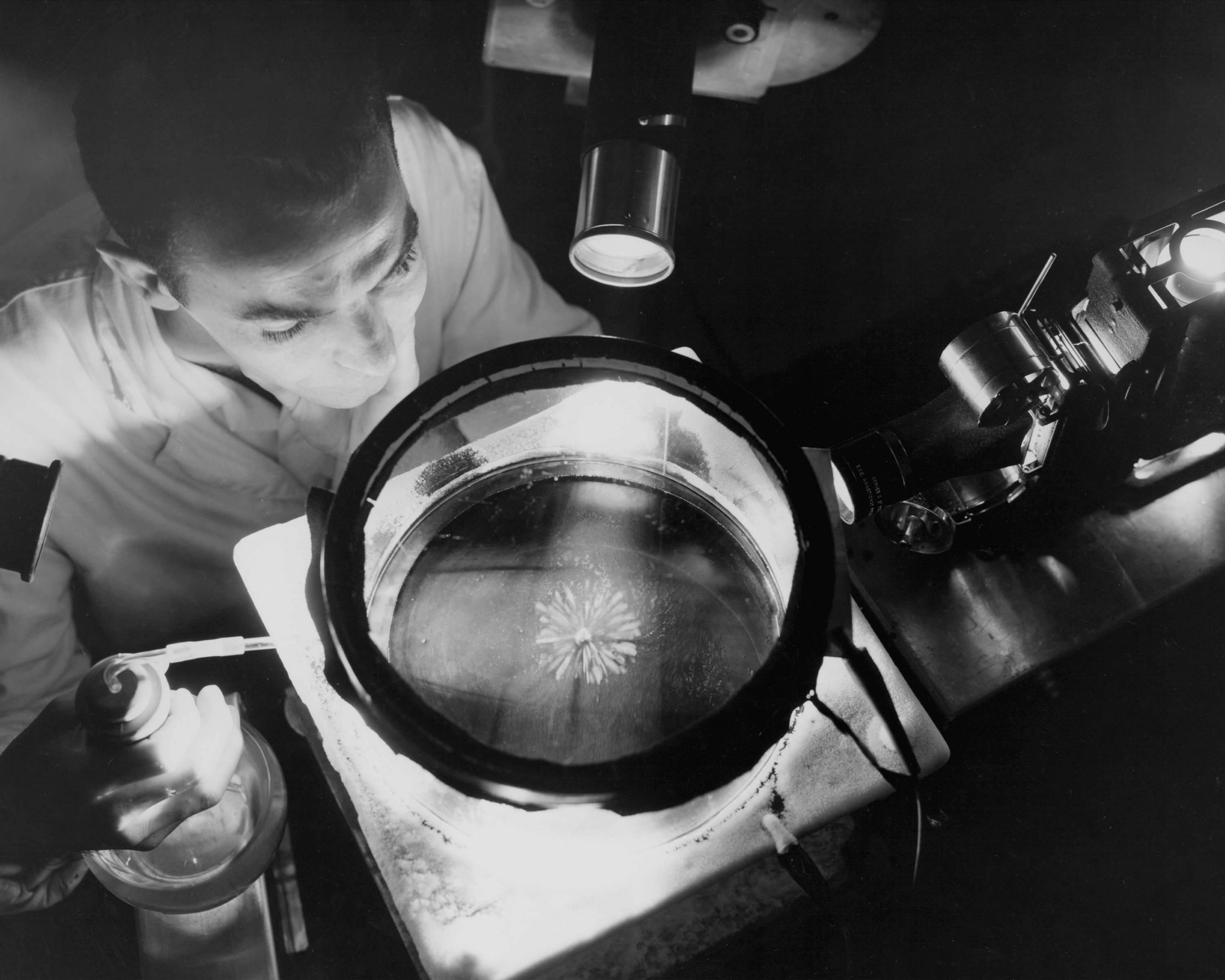
アルファ線を検出した霧箱

#### 粒子と光線のフラックス
- 泡箱
- 霧箱
- 線量計
- ガイガー＝ミュラー計数管
- 電離箱
- マイクロチャンネルプレート
- 写真乾板
- 輝尽性ルミネッセンス（英語版）
- 比例計数管
- シンチレーション検出器
- ルーカスセル（英語版）
- 半導体検出器

## 識別
これには、化学物質やあらゆる種の光線、素粒子や準粒子が含まれる。多くの計測機器がこの節以外にも列挙されている。
分析化学、材料分析法の一覧も参照。

### 混合物中の物質含有量・物質決定
- 二酸化炭素センサー（英語版）
- クロマトグラフィー・ガスクロマトグラフィー - 物質の種類による移動速度の違いを用いて、混合物から物質を分離する。
- 比色計 - 吸光度や、そこから濃度を計測
- ガス検知器
- 質量分析計 - 混合物から、試料の質量電荷比の違いを利用して電荷をもたせた物質を分離する。
- ガスクロマトグラフィー–質量分析法
- 比濁計
- 酸素センサー
- 屈折計 - 物質の屈折率から間接的に識別する。
- 煙感知器
- 超遠心機 - 遠心力による力場で、密度の違いによって混合物を分離する。

#### 水素イオン指数(pH):水素イオンの濃度
- PHメーター
- カロメル電極

#### 湿度
- 湿度計
- ライシメーター（英語版） - 土壌中の水分量を計測する。

## 人間の感覚と人体

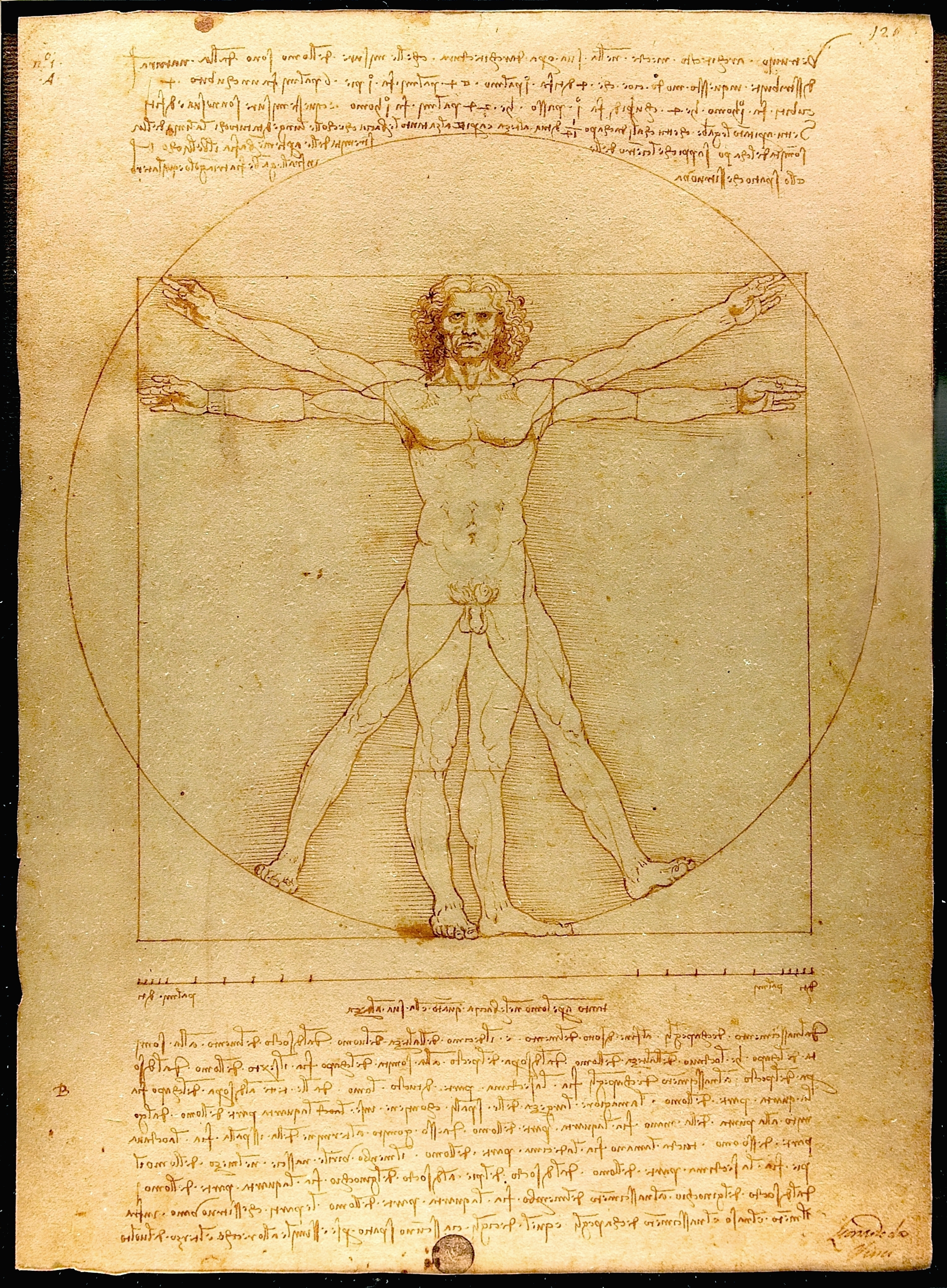
レオナルド・ダ・ヴィンチによるウィトルウィウス的人体図 ヴェネツィアのアカデミア美術館所蔵

### 視力

#### 明るさ:測光
測光とは人間の目に知覚される明るさに対する計測で、測光量は人間の目の分光感度の特性で重みづけされた比視感度の関数から導かれる各波長の放射総量を全積分した量である。
- 様々な種類の光度計
  - 照度計 - 単位面積当たりの入射光強度である照度を計測する。
  - 輝度計 - 単位面積・単位立体角あたりの光束である輝度を計測する。で
  - TTL露出計 - 写真撮影における露出量を測定する。入射光を計測する照度計か、反射光を計測する輝度計が使われ、写真ごとに調節される。
- 積分球 - 光度計で計測できる光源からの全光束を集めて計測する。
- 濃度計（英語版） - 写真材料がどれくらい光を透過・反射するかを計測する。

#### 色:カラリメトリー
- 三刺激値比色計（英語版） - イメージワークフローの中で色を定量化・較正する。

#### レーダー強度:放射測定
合成開口レーダー(SAR)はレーダー電波の強度とレーダー反射断面積(RCS)を計測する。RCSは人間の目には見えない長波長帯における、撮像対象の反射率と水分量の関数である。
レーダー画像において、黒いピクセルは販社のない領域（水面など）を意味し、白いピクセルは反射率の高いところ（都市部など）を示す。さらに、電波の偏光を表すための3種類のグレースケール画像を組み合わせることでカラー画像として扱うこともある。こうしたカラー画像におけるRGBは、Rを電波の水平方向の送受信であるHH画像、Gを電波の水平方向の送信と垂直方向の受信であるHV画像、Bを電波の垂直方向の送受信であるVV画像に割り当てて作る。
こうした装置の較正はレーダーでの明るさが既知の物体を用いて行う。

### 聴力

#### ホンによる音の大きさ
- ヘッドフォン・スピーカー・音圧計 - 人間の耳の等ラウドネス曲線を計測するために使われる。
- 騒音計 - 人間の耳の聴覚系（英語版）の等ラウドネス曲線に較正されている。

### 匂い
- 嗅覚計（英語版）

### 体温・体感温度
- 体温計

放射温度計も参照。

### 循環器系（特に心臓と血管）
血液に関する計測値は、血液検査の結果として記載されている。
- 心電計 - 心臓の電気的活動を記録する。
- 血糖値計 - 血糖値を計測する。
- 血圧計 - 血圧を医学的に決定する。

### 呼吸器系（肺と気管）

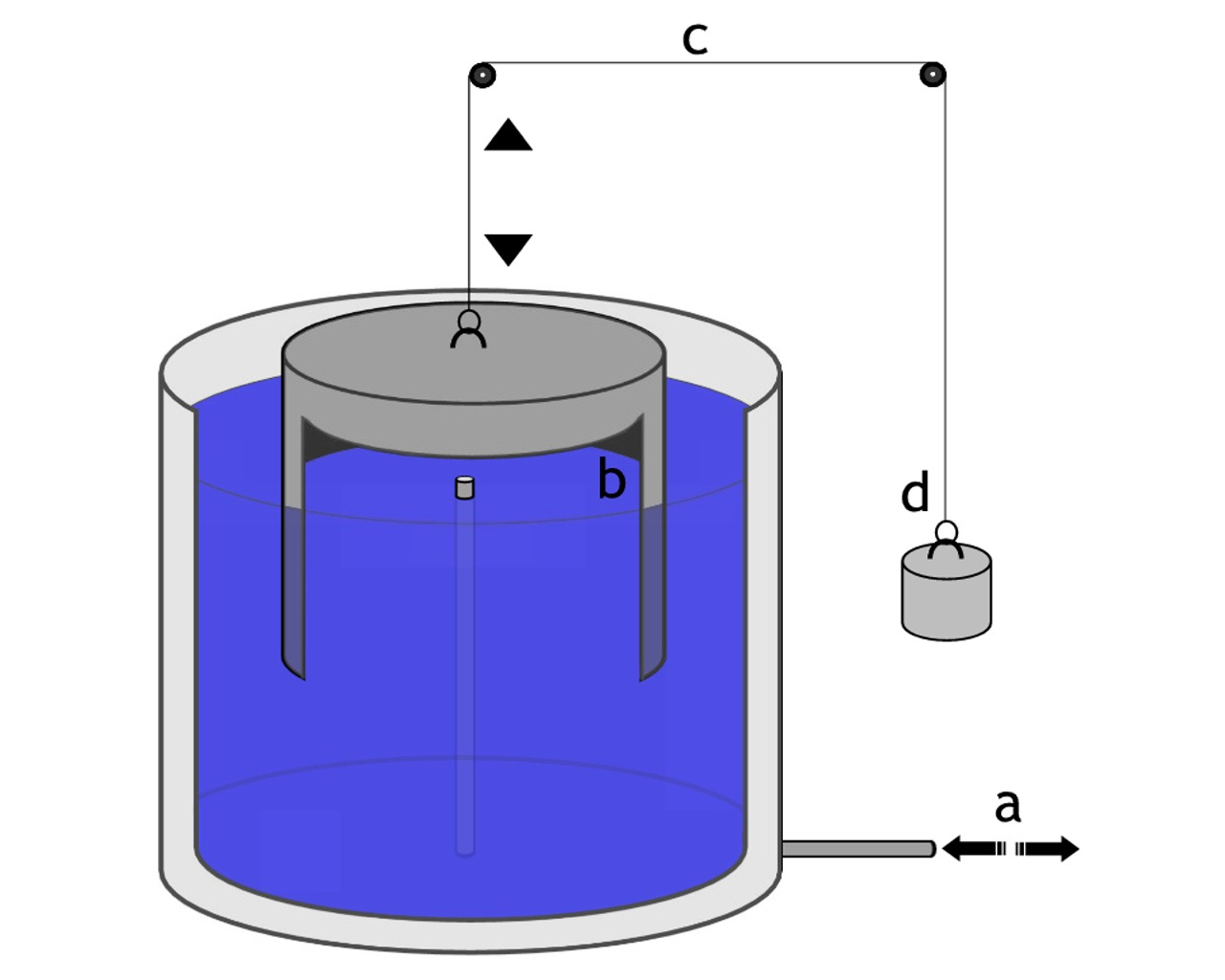
古典的なスパイロメーター - パイプAから息を吸い込むと体積bが満たされ、残りの体積が力と釣り合う。

- スパイロメーター

#### 呼気中の二酸化炭素の濃度・分圧
- カプノグラフィ

### 神経系
- 脳波計 - 脳の電気的な活動を記録する。

### 筋力
- エルゴメーター

### 代謝系
- 体脂肪計

### 医用画像

三次元画像化された心臓超音波検査画像

- コンピュータ断層撮影
- 核磁気共鳴画像法
- 超音波検査
- 放射線医学
- その他のトモグラフィー

## 気象学
気象観測#観測の方法と機器参照。

## 航法と測量
測量機器参照。

## 天文学

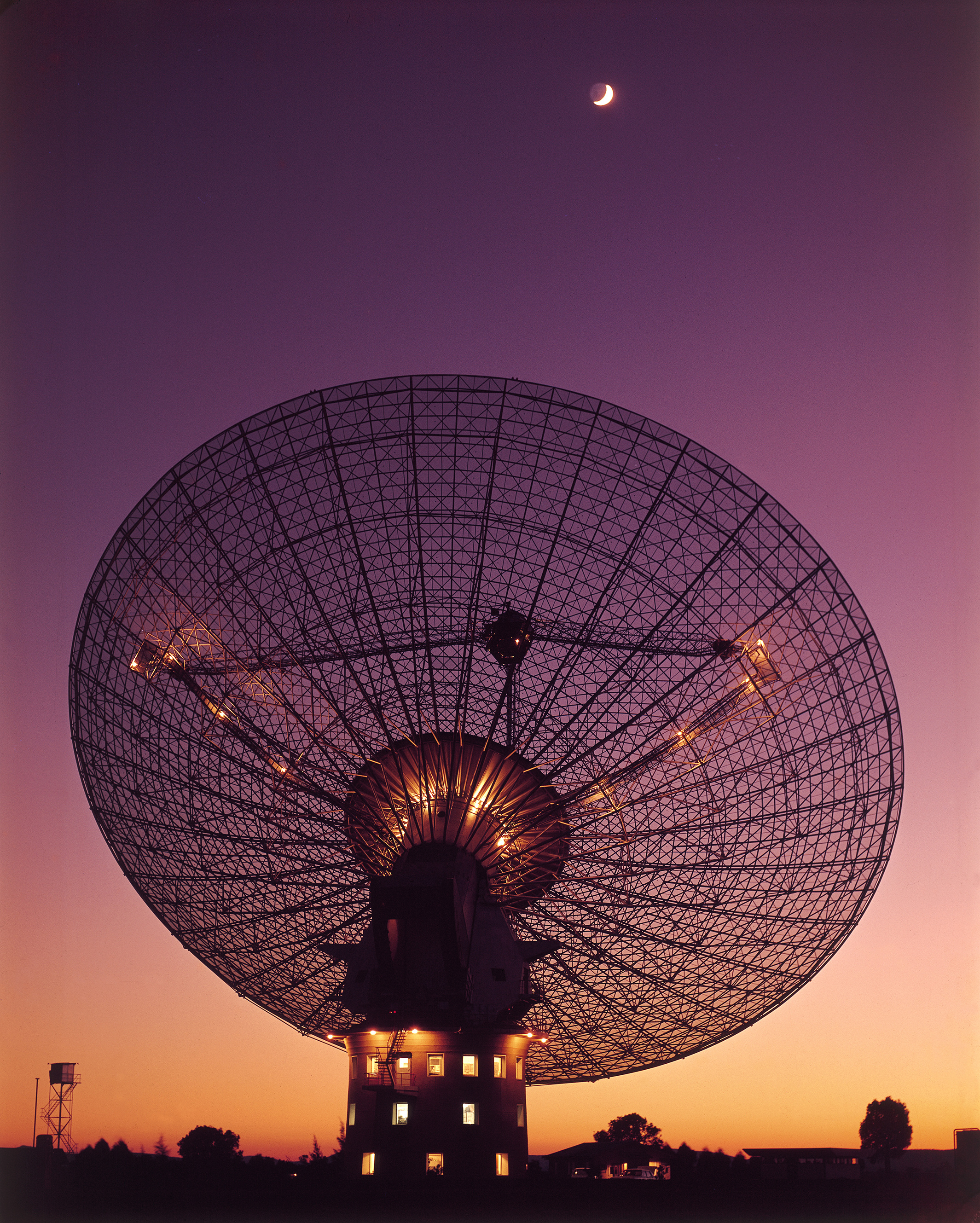
電波の計測機器の一例:オーストラリア・パークス天文台の電波望遠鏡で、1969年にアポロ11号からのテレビ中継映像を受け取っている様子

- 天体望遠鏡
- 電波望遠鏡

天体観測#観測機材も参照。

## 軍事
望遠鏡や航海航法の装置などといった一部の計測機器は、軍事装備として数世紀の間使われている。しかし19世紀半ばころから現在に至るまでの応用科学の発達による技術発展により、軍事装備への計測技術の応用は急速に進んできた。
軍用機器の分類としては、本記事における#航法と測量、#天文学や光学・撮像、移動物体の力学などをはじめ、ほとんどの分野に渡る。
軍事機器全体にわたる解決課題として、遠くや暗闇の中を見通すこと・物体の現在位置を知ること・移動物体の経路・方向を制御することなどが挙げられる。
こうした機器は特に、使いやすさ・速さ・信頼性工学・正確度と精度が要求される。

## その他未分類の計測機器の一例
- アクトグラフ - 実験チャンバー内の実験動物の行動を記録する。
- フォースプラットフォーム（英語版） - 地面反力（英語版）を計測する。
- 計量器 - 高精度な計測機器で、他の同種の機器の較正にも使える。また、工業規格の定義や適用にも見られる。
- 勾配計（英語版） - 物理量の空間的変動を計測する機器で、重力勾配の計測などに使われる。
- パーキングメーター - 車両が特定の場所に駐車されていた時間を計測し、多くの場合同時に料金を算出する。
- 郵便メーター（英語版） - 導入されている国で、プリペイドアカウントから支払われた郵便料金を計測する。
- Sメーター（英語版） - 通信受信機（英語版）で処理される信号強度を計測する。
- センサ - ほとんど相互作用を伴わない計測機器の上位概念で、技術的なアプリケーション内で使われる。
- SWR計 - アンテナと伝送線路間の整合性を計測する。